# Markus Zapp
Markus Zapp (* 1970 in München) ist ein deutscher Tenor. Als ehemaliger Regensburger Domspatz gründete er im Jahr 1991 mit vier weiteren ehemaligen Regensburger Domspatzen das Vokalsolisten-Ensemble Singer Pur, das seit drei Jahrzehnte zu den international führenden Vokalensembles gezählt wird und unter anderen internationalen Preisen schon drei Mal mit dem Deutschen Musikpreis Echo Klassik und im Jahr 2022 mit dem Opus Klassik ausgezeichnet wurde. im Januar 2023 verließ er das Vokalensemble Singer Pur. Er ist Kulturpreisträger seiner Heimatstadt Regensburg und seit 2013 auch Bayerischer Staatspreisträger für Musik.

## Leben und Wirken
Im Alter von 10 Jahren trat Markus Zapp in die Regensburger Domspatzen ein. Nach dem Abitur 1989 studierte er zunächst Lehramt für Realschule in den Fächern Deutsch und Musik an der Universität Regensburg. 1991 gründete er mit Thomas E. Bauer, Marcus Schmidl, Christian Wegmann und Claus Werner das Vokalensemble Singer Pur. Erst im Jahr 1995 begann er das Gesangsstudium an der Hochschule für Musik und Theater München u. a. bei Hanno Blaschke, Helmut Deutsch und Hanns-Martin Schneidt, sowie bei Andrea Mellis (Wien).
Aufgrund seines breit gefächerten Repertoires war Markus Zapp mit Konzerten in über 60 Ländern als international gefragter Tenor in Werken des Barock, Klassik, Romantik und der Moderne zu hören und war in zahlreichen Uraufführungen wie z. B. mit Kompositionen von Wolfgang Rihm in der Berliner Philharmonie zu erleben. Seine Diskographie umfasst mehr als 30 CD-Einspielungen.
Als Solist sang Markus Zapp u. a. mit Andrew Parrott, für das Stadttheater Regensburg, mit dem Slowenischen Rundfunk, dem Hessischen Rundfunkorchester, den Hofer Symphonikern, den Münchner Symphonikern unter Heiko Förster, der musikFabrik unter Stefan Asbury, Jonathan Stockhammer und Christian Eggen, dem Klangforum Wien unter Johannes Kalitzke, dem britischen The Hilliard Ensemble sowie dem Berliner und dem Münchner Rundfunkorchester unter Marcello Viotti, dem National Orchestra of China, dem Philharmonischen Staatsorchester Hamburg in der Elbphilharmonie unter Kent Nagano, im Herbst 2023 dem Symphonieorchester des Bayerischen Rundfunks unter Sir Simon Rattle und ist seit 2010 Mitglied des Konzertchores des Bayerischen Rundfunks.
Markus Zapp unterrichtet regelmäßig an Musikhochschulen im In- und Ausland, wie in Spanien und in den USA, ist Stimmbildner bei den Regensburger Domspatzen sowie erteilt Privatunterricht an Sänger und Vokalensembles in seiner Heimatstadt Regensburg und in Spanien.

## Auszeichnungen
- 1994: 1. Preis beim Deutschen Musikwettbewerb (Kategorie Vokalensembles)
- 1995: Grand Prix des Vokalensemble-Wettbewerbs in Tampere, Finnland
- 2002: „Choc“ des französischen Fachmagazins Le Monde de la musique (für Moralia Harmoniae Morales; Kategorie „Alte Musik“)
- 2005: Echo Klassik der Deutschen Phono-Akademie (für Rihm, Sciarrino, Moody, Metcalf; Kategorie „bestes Ensemble/Orchester“)
- 2007: Echo Klassik (für SOS – Save Our Songs!; Kategorie „Klassik ohne Grenzen“)
- 2008: Kulturpreis der Stadt Regensburg
- 2009: Musikeditionspreis „Best Edition“ des Deutschen Musikverleger-Verbands (für das Songbook zur CD SOS – Save Our Songs!; Kategorie „Ausgaben für Popularmusik“)
- 2011: Echo Klassik (zusammen mit David Orlowsky für Jeremiah; Kategorie „Klassik ohne Grenzen“)
- 2013: Bayerischer Staatspreis für Musik[1]
- 2013: Caeciliaprijs (Belgien)
- 2014: Friedrich-Baur-Preis der Bayerischen Akademie der Schönen Künste
- 2014: Fritz-Goller-Preis
- 2015: Botschafter der Freunde Europäischer Chormusik (vom Chorverband European Choral Association – Europa Cantat verliehen)
- 2022: Opus Klassik (für Among Whirlwinds; Kategorie „beste Chorwerk-Einspielung“)[2]